# مغارة أوباجارا
مغارة أوباجارا (بالبرتغالية: Gruta de Ubajara‏) هو كهف من الحجر الجيري، يقع داخل منتزه أوباجارا الوطني، بالقرب من مدينة أوباجارا، في سفوح جبال سيرا دي إبيابابا، سيارا، البرازيل. يبلغ طول تسلسلها من تسع قاعات 1120 م (3674.54 قدمًا)، منها 420 م (1،377.95 قدمًا) مضاءة. يمكن الوصول إلى الموقع إما عن طريق التلفريك الذي ينحدر على ارتفاع 535 مترًا (1،755.25 قدمًا) منخفضًا عميقًا، أو سيرًا على الأقدام على طول مسار كافوندوس الذي يبلغ طوله 4 كيلومترات (2.49 ميل).